# ایستگاه یازده (مینی‌سریال)
ایستگاه یازده یک مینی سریال در سبک پساآخرالزمانی تخیلی-آرمان‌شهری و ویران‌شهری آمریکایی است که توسط پاتریک سامرویل بر اساس رمانی به همین نام اثر امیلی سنت جان ماندل در سال ۲۰۱۴ ساخته شده است. این مینی‌سریال در ۱۶ دسامبر ۲۰۲۱ در اچ‌بی‌او مکس پخش شد و تا ۱۳ ژانویه ۲۰۲۲ به مدت ده قسمت ادامه داشت.
این مجموعه مورد تحسین منتقدان قرار گرفت و نامزد هفت جایزه امی از جمله بازیگر نقش اول مرد در سریال‌های محدود یا گلچین یا فیلم برای پاتل شد.

## داستان
بیست سال پس از یک بیماری همه‌گیر آنفولانزا که منجر به فروپاشی تمدن شد، گروهی از بازماندگان که به عنوان مجریان دوره‌گرد امرار معاش می‌کنند، با فرقه‌ای خشونت‌آمیز به رهبری مردی مواجه می‌شوند که گذشته‌اش ناآگاهانه با یکی از اعضای گروه مرتبط است.

## عوامل

### اصلی
- مکنزی دیویس در نقش کیرستن ریموند، دختر جوانی که اکنون بازیگر ستاره سمفونی مسافرتی است.
- ماتیلدا لاولر در نقش کودکی کیرستن، هنرپیشه هشت ساله تئاتر در زمان شروع همه‌گیری که در نمایشی از شاه لیر با آرتور لیندر بازی می‌کرد.
- هیمش پاتل در نقش جیون چادهری، یکی از تماشاگران تئاتر که در شب همه‌گیری که از کیرستن مراقبت می‌کند.
- دیوید ویلمت در نقش کلارک تامپسون، بهترین دوست سابق آرتور لیندر که اکنون یک مجتمع ایزوله در فرودگاه شهر سورن را رهبری می‌کند.
- نبهان رضوان در نقش فرانک چادهری، برادر جیون، نویسنده‌ای که پس از جراحتی که منجر به معلولیت او شد، گوشه نشین شده است.
- دنیل زوواتو در نقش تایلر لیندر، پسر آرتور و الیزابت، او گروهی از کودکان سرکش را رهبری می‌کند.
- جولیان اوبرادورز در نقش کودکی تایلر
- فیلیپین ولگه در نقش الکساندرا، جوانترین عضو سمفونی مسافرتی
- لوری پتی در نقش سارا، یکی از بنیانگذاران سمفونی مسافرتی

### مکمل
- گائل گارسیا برنال در نقش آرتور لیاندر، بازیگر مشهوری که در شب شروع همه‌گیری روی صحنه می‌میرد، قبلاً با میراندا و الیزابت، پدر تایلر ازدواج کرده بود.
- دنیل ددوایلر در نقش میراندا کارول، همسر اول آرتور و نویسنده رمان گرافیکی "ایستگاه یازده"
- کیتلین فیتزجرالد در نقش الیزابت، همسر دوم آرتور و مادر تایلر، که بازیگر مشهور سینمای آلمان شد.
- اندی مک‌کوئین در نقش سید، یکی از اعضای سمفونی مسافرتی
- دیوید کراس در نقش گیل، بنیان‌گذار سمفونی مسافرتی و شریک سابق سارا
- انریکو کولانتونی در نقش برایان، همکار الیزابت و عامل موزه تمدن
- دبورا کوکس در نقش وندی، یکی از اعضای سمفونی مسافرتی
- لوکا ویلاسیس در نقش کودی
- پرینس آمپونسا در نقش اوت، یکی از اعضای سمفونی مسافرتی
- دیلان تیلور در نقش دن
- جو پینگ در نقش دیتر، یکی از اعضای سمفونی سیار.
- مکسول مک‌کیب-لوکوس در نقش ولاد
- آجهنیس چارلی در نقش کریسانتموم
- میلتون بارنز در نقش مایلز، کارمند فرودگاه شهر سورن که با کلارک رابطه عاشقانه برقرار می‌کند.
- کیت مویر در نقش هیلی باترسکوچ
- سارا اورنشتاین در نقش کاترینا، در نقش همسر گیل و زنی که سارا را به خاطرش ترک کرد.
- تیموتی سیمونز در نقش جیم، همکار میراندا

## قسمت‌ها
| شم. | عنوان                             | کارگردان    | نویسنده                      | تاریخ پخش اصلی |
| --- | --------------------------------- | ----------- | ---------------------------- | -------------- |
| ۱ | «چرخ آتش»                         | هیرو مورای  | پاتریک سامرویل               | ۱۶ دسامبر ۲۰۲۱ |
| در دسامبر ۲۰۲۰ هنرپیشه معروف آرتور لیندر در حین اجرای تئاتر "شاه لیر" شیکاگو بر روی صحنه درگذشت. جیون چادهری، یکی از تماشاگران است که علی‌رغم بی‌تجربگی تلاش می‌کند که به زنده ماندن لیندر کمک کند و سپس بازیگر کودک رهاشده، کیرستن ریموند را به خانه همراهی می‌کند. در راه، جیون از خواهر دکترش سیا تماسی دریافت می‌کند و او هشدار می‌دهد که یک ویروس کشنده از آسیا به آمریکا آمده است. جیون و کیرستن که نمی‌توانند با والدین کیرستن در خانه‌اش تماس بگیرند، مجبور می‌شوند چندین گاری مواد غذایی را بخرند و در آپارتمان فرانک برادر جیون، که یک نویسنده است، سنگر بگیرند. از پنجره‌هایش سقوط هواپیما از آسمان را تماشا می‌کنند. ۸۰ روز بعد، جیون و کیرستن آپارتمان را به یک زمین بایر برفی پر از ماشین‌های متروکه ترک می‌کنند، در حالی که بشریت توسط آنفولانزا همه گیری از بین رفته است. بیست سال بعد، کیرستن بزرگسال هنگام خواندن رمانی گرافیکی به نام «ایستگاه یازده» که زمانی متعلق به آرتور لیندر بود، نمایشنامه‌ای را تمرین می‌کند. |                                   |             |                              |                |
| ۲ | «فرق یک شاهین با یک اره‌دستی»      | جرمی پودسوا | پاتریک سامرویل               | ۱۶ دسامبر ۲۰۲۱ |
| دو سال پس از شیوع ویروس، کیرستن تنها، با آهنگسازی به نام سارا روبرو می‌شود که برای سمفونی مسافرتی رهبری و اجرا می‌کند، گروهی کوچرو متشکل از بازیگران نمایشنامه‌های ویلیام شکسپیر و تعدادی نوازنده در یک مسیر توری مشخص به نام «چرخ» می‌باشند؛ سارا از کیرستن دعوت می‌کند تا به آن ملحق شود. کیرستن بزرگ می‌شود و بازیگر ستاره سمفونی می‌شود. آنها با رسیدن به دریاچه میشیگان، کیرستن و بازیگر همکارش، الکس، که پس از همه‌گیری به دنیا آمد، با مردی مشکوک به نام دیوید و ظاهراً پسر نوجوانش کودی ملاقات می‌کنند. آنها در مورد خاستگاه خود دروغ می‌گویند و دیوید از «ایستگاه یازده» نقل‌قولی می‌کند، که کیرستن معتقد است تنها او آن را خوانده است، زیرا او تنها نسخه را دارد. کیرستن همچنین نمادهای قلاب‌شکل را در جنگل‌ها می‌یابد که به تصاویر «ایستگاه یازده» اشاره دارد و محتاط می‌شود. الکس اما با این دو همدردی می‌کند. سمفونی «هملت» را اجرا می‌کند، که در طی آن کیرستن به ابتدای ویروس بازمی‌گردد، زمانی که او، جیون و فرانک از طریق پیامک متوجه می‌شوند پدر و مادرش فوت کرده‌اند. پس از نمایش، فرستاده‌ای از یک جامعه مخفی به نام موزه تمدن به سارا نزدیک می‌شود تا در آنجا اجرا کند، اما او حاضر نمی‌شود از چرخ دور شود. کیرستن در مورد کتاب با دیوید روبرو می‌شود و پس از اینکه او تهدید می‌کند که اگر اعضای سمفونی به او پناه ندهند «مفقود خواهند شد» او را با چاقو می زند. او در ادامه به یک پیشگویی اشاره می‌کند و از «ایستگاه یازده» نقل‌قول می‌کند. صبح روز بعد، کیرستن متوجه می‌شود که کودی دیوید را گرفته و فرار کرده است، دومی زنده مانده و نماد قلاب را با خون خود رنگ کرده است. عنوان این قسمت از خطی از پرده دوم صحنه ۲ «هملت» آمده است: «من دیوانه شمال-شمال غربی هستم. وقتی باد از سمت جنوب است، من فرق یک شاهین را از اره دستی می‌دانم.» |                                   |             |                              |                |
| ۳ | «طوفان»                           | هیرو مورای  | شنون هوستون                  | ۱۶ دسامبر ۲۰۲۱ |
| در گذشته، آرتور با میراندا، نویسنده «ایستگاه یازده» که در تدارکات کار می‌کند ملاقات می‌کند و وقت می‌گذراند. در سال ۲۰۰۷ آنها ازدواج کردند و با هم زندگی می‌کنند، اما به دلیل توجه رسانه‌ها و رویکردهای متفاوتشان با هم درگیر شدند: آرتور اغلب دور است اما میراندا اغلب غایب است و میراندا تمایلی ندارد خود را وقف هنرش کند. آرتور رمان گرافیکی ناتمام خود را به بازیگر الیزابت نشان می‌دهد و میراندا پس از آتش زدن خانه حوض و رمان گرافیکی اش او را ترک می‌کند. در سال ۲۰۲۰ میراندا برای تحویل نسخه منتشر شده از رمان گرافیکی به دیدار آرتور می‌رود و دو نسخه به او و یک نسخه دیگر برای پسرش تایلر می‌دهد. او موافقت می‌کند که پس از بازگشت از سفر کاری با او ملاقات کند. بعداً میراندا تلاش می‌کند تا از یک سفر کاری در مالزی فرار کند، زیرا ویروس شیوع پیدا می‌کند، اما توسط دوست مشترک کلارک تامپسون به او می‌گوید که آرتور همان شب روی صحنه درگذشته است. میراندا تصمیم می‌گیرد در مالزی بماند و در اتاق هتلش را ببندد. او می‌بیند که تصاویری از رمان گرافیکی او زنده می‌شوند. |                                   |             |                              |                |
| ۴ | «روزنکرانتز و گیلدنسترن نمرده‌اند» | هلن شیور    | نیک کیوس                     | ۲۳ دسامبر ۲۰۲۱ |
| یک سال پس از شروع همه‌گیری، جیون و کیرستن به تنهایی در یک کابین زندگی می‌کنند. یک روز «ایستگاه یازده» ناپدید می‌شود که منجر به مشاجره بین آن دو می‌شد. جیون سرانجام می‌رود تا برود آن را پیدا کند، اما کیرستن آن را صبح روز بعد در بیرون پیدا می‌کند و جیون جایی پیدا نمی شود. در زمان حال کیرستن به الکس هشدار می‌دهد که مراقب افراد ناآشنا همچون دیوید باشد، اما الکس او را رد می‌کند و ادعا می‌کند که هرکسی که قبل از همه‌گیری به دنیا آمده باشد بی جهت محتاط است. پس از دفع مجدد مردی از موزه تمدن، سمفونی به دوراهه‌ای در جاده می‌رسد. سمفونی گروه را بین نوازندگان و بازیگران تقسیم می‌کرد تا به ترتیب به یک شهر اجرا و یک باشگاه روستایی به نام پینگ‌تری سفر کنند، اما زمانی که همسر سابق سارا و مدیر سابق سمفونی، گیل، با همسر جدیدش در پینگ‌تری ساکن شدند، این تمرین متوقف شد; آنها اکنون جامعه‌ای از اساتید را اداره می‌کنند. الکس هنگام آماده شدن برای رفتن به شهر برای اجرا، یادداشتی پیدا می‌کند که روی آن نوشته شده بود «مراقب پیامبر باش» (داوود)، که فرقه‌ای از کودکان را با شکار ساده لوحی آنها اداره می‌کند و ادعا می‌کند که هرگز یک بیماری همه‌گیر وجود نداشته و آنها را از شهرهای مختلف ربوده است. الکس این را به کیرستن نشان می‌دهد، او فاش می‌کند که «ایستگاه یازده» را در پینگ‌تری پنهان کرده است. برای بررسی کتاب، کیرستن سارا را فریب می‌دهد تا سمفونی را برای بازدید از پینگ‌تری تقسیم کند. وقتی می‌رسند، متوجه می‌شوند که پیامبر قبلاً همه فرزندان جامعه آنها را برده است. سارا برای تسکین درد اساتید، تصمیم می‌گیرد اقتباسی مدرن از «هملت» را برای آنها اجرا کند و الکس در اولین نقش اصلی خود بازی کند. در حین تمرین سمفونی، کیرستن «ایستگاه یازده» را که در دفتر گیل پنهان کرده بود، بازیابی می‌کند. در ملاقات با گیل، کیرستن از او درخواست می‌کند که دوباره به سمفونی بپیوندد، اما او قبول نمی‌کند. این نمایشنامه موفقیت‌آمیز است، اما الکس پس از درگیری با کیرستن، سوار بر اسب را ترک می‌کند، که آینه مبارزه کیرستن با جیون است. در حالی که کیرستن برای جستجوی او آماده می‌شود، با یکی از بچه‌ها مواجه می‌شود که مین‌هایی را که گیل پس از حمله پیامبر به عنوان کمربند انفجاری بسته است، بر سر دارد. کیرستن کودک را تعقیب می‌کند، اما او با کودک دیگری که با گیل ملاقات می‌کند قرار ملاقات می‌گذارد. در حین نقل‌قول از «ایستگاه یازده» دو کودک گیل را در آغوش می‌گیرند، بمب‌ها را خاموش می‌کنند و هر سه آنها را می‌کشد، اگرچه کیرستن از انفجار جان سالم به در می‌برد. عنوان این قسمت برگرفته از شخصیت‌های «هملت» است، زیرا دوستان دیرینه آرتور و کلارک خود را از نمایشنامه «روزنکرانتز و گیلدنسترن مرده‌اند»، روزنکرانتز و گیلدنسترن می‌نامند. |                                   |             |                              |                |
| ۵ | «فرودگاه شهر سورن»                | لوسی چرنیاک | کورد جفرسون                  | ۲۳ دسامبر ۲۰۲۱ |
| در ابتدای همه گیری، کلارک در فرودگاه شهر سورن با الیزابت، همسر دوم آرتور و تایلر، فرزند بداخلاق آرتور و الیزابت گیر کرده است. کلارک مردم داخل فرودگاه را گرد هم می‌آورد، که یک شهرک کامل با پانل‌های خورشیدی و باغ‌ها راه‌اندازی کردند، در حالی که هواپیمای پر از مسافران پس از قرار گرفتن در معرض احتمالی با ویروس، روی آسفالت رها می‌شود. الیزابت نسخه‌ای از «ایستگاه یازده» را که آرتور فرستاده بود به تایلر می‌دهد و به او دروغ می‌گوید که آرتور همچنین نامه‌های زیادی برای او فرستاده است که او از روی حسادت آنها را از بین برده است. تایلر یک بازمانده را در هواپیما پیدا می کند که ممکن است مصونیت طبیعی داشته باشد، اما جامعه از عفونت پارانویا شده است و در هرج و مرج، مایلز نگهبان امنیتی به بازمانده شلیک می کند. تایلر و الیزابت به دلیل قرار گرفتن در معرض بازمانده مجبور به قرنطینه شدن به مدت یک ماه مه شوند که در طی آن تایلر با وسواس «ایستگاه یازده» را می‌خواند. کلارک شروع به ساخت موزه تمدن کرد. تایلر هواپیما را روی آسفالت شعله‌ور می کند و مرگ خود را جعل می‌کند. تایلر نازل شد که پیامبر است. |                                   |             |                              |                |
| ۶ | «بقا کافی نیست»                   | هلن شیور    | سارا مک‌کرون                  | ۳۰ دسامبر ۲۰۲۱ |
| کیرستن در جستجوی الکس که پس از حمله‌ای که توسط پیامبر ترتیب داده شده بود ناپدید شده است، حرکت می‌کند. متوجه می‌شود که الکس با گروه به پینگ‌تری بازگشته است، اما کیرستن تصمیم می‌گیرد به تنهایی به دنبال پیامبر برود زیرا احساس می‌کند مسئول حمله مرگبار به گیل و تهدید به مرگ کل سمفونی مسافرتی است. مشخص شد که کیرستن جوان بالاخره تصمیم گرفت ایستگاه یازده را کنار بگذارد تا از الکس مراقبت کند. سارا وقتی متوجه شد که نیمی دیگر از گروه آنها را به آنجا آورده‌اند، تحت فشار موافقت می‌کند که گروه را برای اجرای برنامه به موزه تمدن ببرد. سارا در بدو ورود به فرودگاه که دارای برق است دچار حمله قلبی می شود. در جنگل کیرستن با پیامبر که زخمی شده است و گروه بچه‌هایش (یا «پست پن» که بعد از همه‌گیری به دنیا آمده‌اند) ملاقات می‌کند که از او به گروه خود استقبال می‌کنند. پیامبر متقاعد می‌کند که کیرستن سمفونی در معرض خطر موزه تمدن است و او موافقت می‌کند که به او کمک کند تا به جامعه در فرودگاه شهر سورن دسترسی پیدا کند. در سفر، کیرستن و گروه مورد حمله گروهی خشن سربند قرمزها قرار می‌گیرند. |                                   |             |                              |                |
| ۷ | «خداحافظ خانه ویرانِ من»           | لوسی چرنیاک | کیم استیل                    | ۳۰ دسامبر ۲۰۲۱ |
| کیرستن با همه سربند قرمزها مبارزه می‌کند و از پیامبر و سایر کودکان محافظت می‌کند، اما کودی می‌میرد و او مسموم می‌شود. کیرستن هذیان‌آور خاطرات جوان‌ترش را مرور می‌کند و زمان خود را با جیون در آپارتمان برادرش فرانک در ابتدای شیوع ویروس به یاد می‌آورد. قبل از ورود آنها، فرانک پس از تماس سیا با او، هروئین خود را دور می‌اندازد. جیون بعداً وسایل مواد مخدر را پیدا می‌کند که منجر به مشاجره بین آنها می‌شود. فرانک و کیرستن بر سر «ایستگاه یازده» به یکدیگر پیوند می‌خورند، در حالی که جیون نگران زنده ماندن است و با توهم و هذیانگویی از سیا برای راهنمایی صدا می‌زند. با کاهش جیره غذایی آنها، جیون می‌خواهد آپارتمان را ترک کند، اما فرانک امتناع می‌ورزد، زیرا معتقد است که جیون نمی‌تواند از کیرستن و او به دلیل آسیب دیدگی لگنش جان سالم به در ببرد. قبل از اینکه آنها را ترک کنند، کیرستن از آنها می‌خواهد اقتباس نمایشنامه خود از «ایستگاه یازده» را اجرا کنند. در طول اجرا، یک مزاحم از راه می‌رسد تا آپارتمان را تصاحب کند، اما فرانک حاضر به ترک خانه‌اش نیست. متجاوز فرانک را می‌کشد و جیون متجاوز را می‌کشد. جیون و کیرستن به سمت شرق می‌روند و کیرستن بالغ با فرانک خداحافظی می‌کند. |                                   |             |                              |                |
| ۸ | «چه کسی آنجاست؟»                  | هلن شیور    | پاتریک سامرویل و سارا مک‌کرون | ۶ ژانویه ۲۰۲۲  |
| کیرستن و پیامبر به راه خود به سمت فرودگاه شهر سورن ادامه می‌دهند، جایی که بقیه اعضای سمفونی مسافرتی قبل از اجرایشان در قرنطینه نگهداری می‌شوند. پس از اینکه مایلز این دو نفر را در جنگل پیدا می‌کند، کلارک از کیرستن و پیامبر در جامعه فرودگاه استقبال می‌کند، اما از آنها می‌خواهد صحنه‌ای از یک نمایشنامه را اجرا کنند تا ثابت کنند که بازیگر هستند. این دو نفر سکانسی از «ایستگاه یازده» را بداهه می‌سازند. پس از آن، کیرستن دوباره به اعضای سمفونی مسافرتی ملحق می‌شود، اما وقتی متوجه می‌شود که سارا دچار حمله قلبی شده است و از آن زمان هیچ‌کس او را ندیده است، ویران می‌شود. کیرستن ارتباط پیامبر را با موزه تمدن و رمان گرافیکی «ایستگاه یازده» کشف می‌کند. پیامبر دوباره با کلارک و الیزابت ملحق می‌شود، اما در حالی که موزه تمدن را به آتش می‌کشد، آنها را تایید نمی‌کند. سارا به کیرستن قول می‌دهد که مرگش را تا پایان نمایش به گروه اطلاع ندهد. قبل از شیوع، آرتور کلارک هوشیار را روی یک خم کن می‌برد. بر سر مسیرهای متفاوت خود در زندگی بر سر میراندا دعوا می‌کنند، کلارک در بازیگری شکست‌خورده و به تجارت روی آورده است. صبح روز بعد، کلارک قبل از اینکه بفهمد تایلر و الیزابت آنجا هستند، به والدین آرتور توهین می‌کند. عنوان این قسمت به خط اول «هملت» اشاره دارد: «چه کسی آنجاست؟» |                                   |             |                              |                |
| ۹ | «دکتر چادهری»                     | جرمی پودسوا | ویل وگل و پاتریک سامرویل     | ۶ ژانویه ۲۰۲۲  |
| تقریباً یک سال پس از شروع ویروس، کیرستن و جیون در زمستان به یک کابین کنار دریاچه پناه می‌برند. کیرستن اغلب از خواندن «ایستگاه یازده» حواسش پرت می‌شود. جیون استدلال می‌کند که آنها باید افراد بیشتری پیدا کنند، در حالی که کیرستن از اینکه جیون آنها را مجبور به ترک آپارتمان فرانک کرد عصبانی است. جیون یک رادیو پیدا می‌کند و به یک غریبه به دروغ می‌گوید که دکتر است. در حالی که در جستجوی خانه‌ها برای تدارکات است، کیرستن در حال خواندن است و در همین زمان یک غریبه به جیون حمله می‌کند. او فرار می‌کند و رمان گرافیکی کیرستن را در حالی که به خانه بازمی‌گردند، پرت می‌کند. همان شب کیرستن متوجه این موضوع می‌شود و آن دو با هم دعوا می‌کنند. جیون شبانه بیرون می‌رود تا رمان گرافیکی را پیدا کند و گرگی به او حمله می‌کند. او که از خواب بیدار می‌شود، تنها چند متر از کابین فاصله می‌گیرد و توسط یک غریبه، با نام لارا، که در جستجوی او بود، پیدا می‌شود. جیوان مجبور می‌شود پس از قطع پای خود در میان گروهی از زنان باردار – که در اولین روزهای قطع برق ویروس همگام شده بودند، بهبود یابد. تری تنها پزشک آنها، غرق در انتظار زایمان است. جیون از اینکه می‌فهمد کیرستن ناپدید شده است بهم میٰ‌ریزد، اما در مرکز زایمان موقت (یک فروشگاه بزرگ جعبه‌ها) می‌ماند و برخی از زایمان‌های تقریباً همزمان را انجام می‌دهد و نام «دکتر» را به خود اختصاص می‌دهد. در زمان حال، جیون با لارا و فرزندانشان در یک کلبه کنار دریاچه زندگی می‌کنند. جیون با تماس خانه پزشکی به آنجا می‌رود. |                                   |             |                              |                |
| ۱۰ | «حلقه ناگسستنی»                   | جرمی پودسوا | پاتریک سامرویل               | ۱۳ ژانویه ۲۰۲۲ |
| در ابتدای شیوع ویروس، میراندا از کلارک می‌خواهد که از الیزابت و تایلر مراقبت کند. قبل از مرگش، او با خلبان هواپیما که از شیکاگو می‌رسد، تماس می گیرد و او را متقاعد می‌کند که هنگام رسیدن به فرودگاه شهر سورن همه مسافران را در هواپیما نگه دارد تا از مسافران داخل هواپیما محافظت کند. در زمان حال، کیرستن و سمفونی مسافرتی از قرنطینه آزاد می‌شوند تا در فرودگاه نمایشی را برای جامعه اجرا کنند. جیون همچنین برای رسیدگی به جراحات سوختگی کلارک پس از آتش سوزی موزه به فرودگاه می‌رسد و در حالی که سارا با آرامش از دنیا می‌رود در کنار او می‌نشیند. سمفونی مسافرتی نمایش «هملت» را اجرا می‌کنند. کیرستن ارتباط خود با آرتور را برای الیزابت و کلارک فاش می‌کند، آنها موافقت می‌کنند که تایلر در نقش هملت بازی کند، در حالی که آنها نقش گرترود و کلودیوس را با کارگردانی کیرستن بازی خواهند کرد. در طول نمایش، تایلر چاقویی را روی کلارک می‌کشد، او می گوید که او هم عاشق آرتور بوده است. تایلر کلارک و الیزابت را می‌بخشد. یکی از فرزندان پیامبر ناگهان با مین در فرودگاه ظاهر می شود و کیرستن رمان گرافیکی «ایستگاه یازده» را به او نشان می‌دهد تا به او نشان دهد که این فقط یک داستان است. جیون سرانجام کیرستن ملاقات می‌کند. الیزابت و تایلر با صدها کودک، از جمله الکس، که با کیرستن آماده می‌شوند و با آرامش فرودگاه را ترک می‌کنند. جیون و کیرستن راه خود را می‌روند اما قول می‌دهند که سال آینده در فرودگاهی که کیرستن به «چرخ» اضافه می‌کند، دوباره یکدیگر را ببینند. |                                   |             |                              |                |

## تولید

### توسعه
در فوریه ۲۰۱۵ اسکات استایندورف تهیه‌کننده، حقوق تلویزیون و فیلم این رمان را به دست آورد. در ۲۵ ژوئن ۲۰۱۹ سریال توسط سرویس پخش اچ‌بی‌او مکس که توسط پاتریک سامرویل و هیرو مورای به عنوان کارگردان ساخته شد، سفارش داده شد. هر دو در کنار اسکات دلمن، دیلان راسل، اسکات استایندورف ، جسیکا رودز، جرمی پودسوا و نیت متسون تهیه‌کننده اجرایی بودند. ‌
</ref> این مینی‌سریال در تاریخ ۱۶ دسامبر ۲۰۲۱ برای اولین‌بار پخش شد. پادسوا، هلن شیور و لوسی کنیاک نیز قسمت‌هایی را کارگردانی کردند.

### تفاوت با رمان
سامرویل چندین تغییر عمده را نسبت به طرح رمان اصلی ایجاد کرد، مانند ایجاد رابطه مهمتر بین جیون و کیرستن. علاوه بر این، فضای کانادایی اکثر رمان با فضای آمریکایی جایگزین شده است. اگرچه بخش بزرگ محیط سال صفر در رمان اصلی زادگاه سنت جان ماندل در تورنتو است، سامرویل این اکشن را به زادگاهش شیکاگو منتقل کرد. از قضا، به دلیل همه‌گیری کووید، فیلمبرداری از شیکاگو به میسیساگا، حومه تورنتو منتقل شد.

### عوامل
در اکتبر ۲۰۱۹ مکنزی دیویس، هیمش پاتل و دیوید ویلمت برای بازی در این سریال انتخاب شدند. ماتیلدا لاولر در نوامبر ۲۰۱۹ اضافه شد  در ژانویه ۲۰۲۰ گائل گارسیا برنال در نقشی مکمل انتخاب شد. در فوریه ۲۰۲۰ دانیل ددوایلر در قالب مکمل به بازیگران پیوست. نبهان رضوان و فیلیپین ولجه به عنوان نقش‌های اصلی سریال در مارس ۲۰۲۰ پیوستند  در آوریل ۲۰۲۱ دانیل زواتو و لوری پتی در نقش‌های اصلی به بازیگران پیوستند، در حالی که اندی مک کوئین ، دیوید کراس ، انریکو کولانتونی ، جولیان اوبرادورز و دبورا کوکس در نقش‌های مکمل به بازیگران پیوستند. لوکا ویلاسیس، پرنس آمپونسا، دیلن تیلور، جو پینگ، مکسول مک کیب-لوکوس ، آجهنیس چارلی، میلتون بارنز و کیت مویر در ژوئن ۲۰۲۱ در نقش‌های مکمل به بازیگران پیوستند

### فیلمبرداری
فیلمبرداری در ژانویه ۲۰۲۰ در شیکاگو آغاز شد  به دلیل همه‌گیری کووید-۱۹ ، تولید در ۱ فوریه ۲۰۲۱ به میسیساگا منتقل شد و در ۹ ژوئیه ۲۰۲۱ به پایان رسید 

## عرضه
سه قسمت اول در ۱۶ دسامبر ۲۰۲۱ در اچ‌بی‌او مکس به نمایش درآمد.

### رسانه خانگی
این مینی‌سریال در وضوح ۴کی، اولترا اچ‌دی بلوری ، بلوری و دی‌وی‌دی در ۲۱ فوریه ۲۰۲۳ توسط سرگرمی خانگی پارامونت منتشر شد.

## استقبال
راتن تومیتوز بر اساس ۵۴ بررسی منتقدان، ۹۸٪ امتیاز تایید با میانگین امتیاز ۸.۱/۱۰ را گزارش می‌دهد. اجماع منتقدان این وب‌سایت چنین می‌گوید: « ایستگاه یازده به بینندگان صبور با ادعای روشن‌فکرانه و غنی از مضمون پاداش می‌دهد که - حتی در دوران پسا آخرالزمان - نمایش باید ادامه یابد.»  در جمع‌آوری نقد متاکریتیک، این سریال بر اساس ۲۷ منتقد، میانگین وزنی ۸۱ از ۱۰۰ را دارد که نشان‌دهنده «تحسین جهانی» است.